# 彼得宮城
59°53′N 29°54′E / 59.883°N 29.900°E

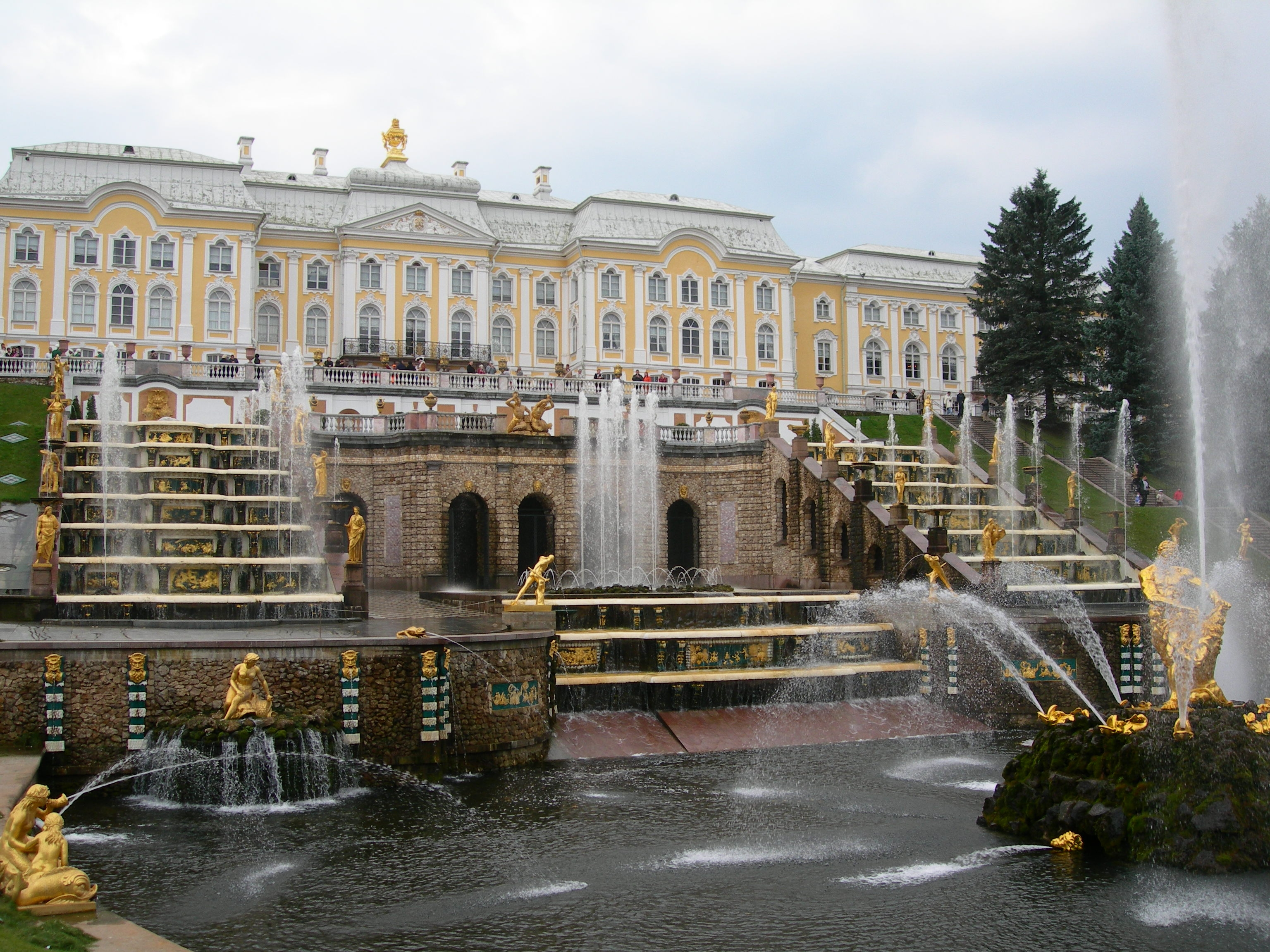
彼得霍夫宮

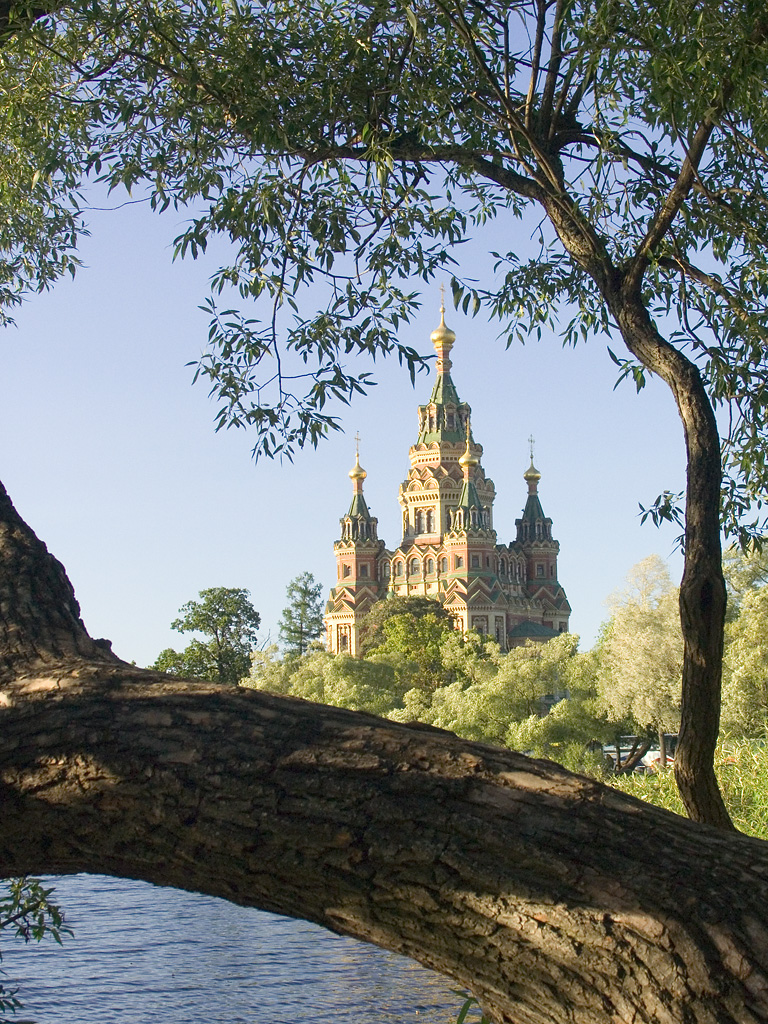
彼得保羅大教堂

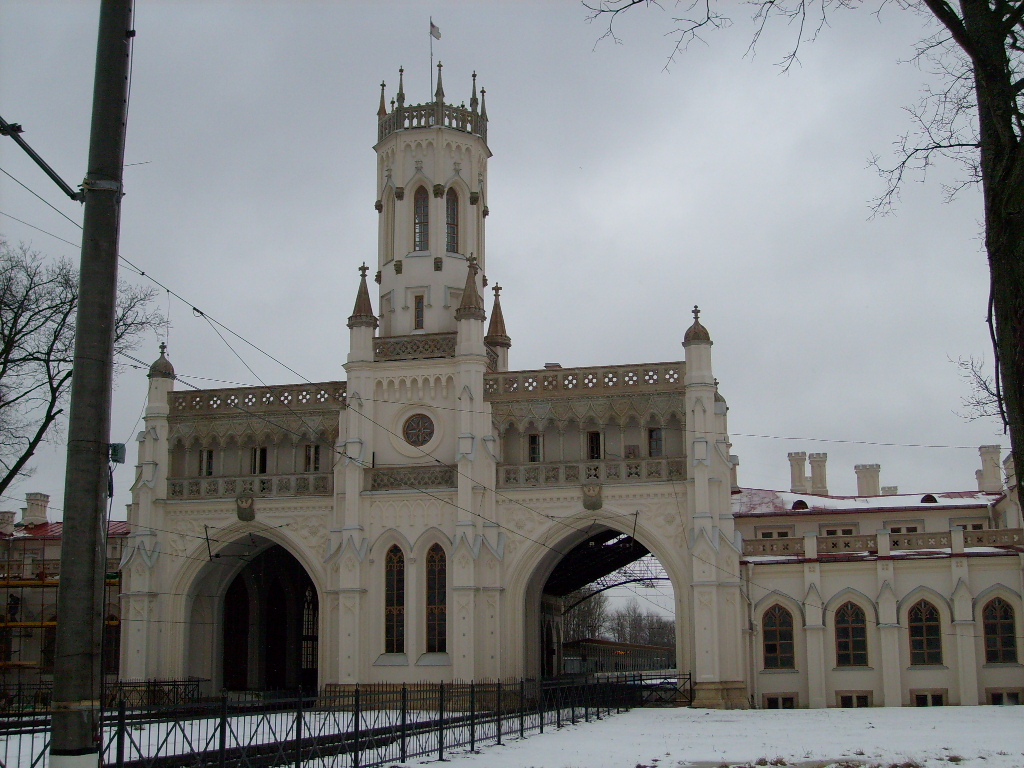
新彼得宮城車站

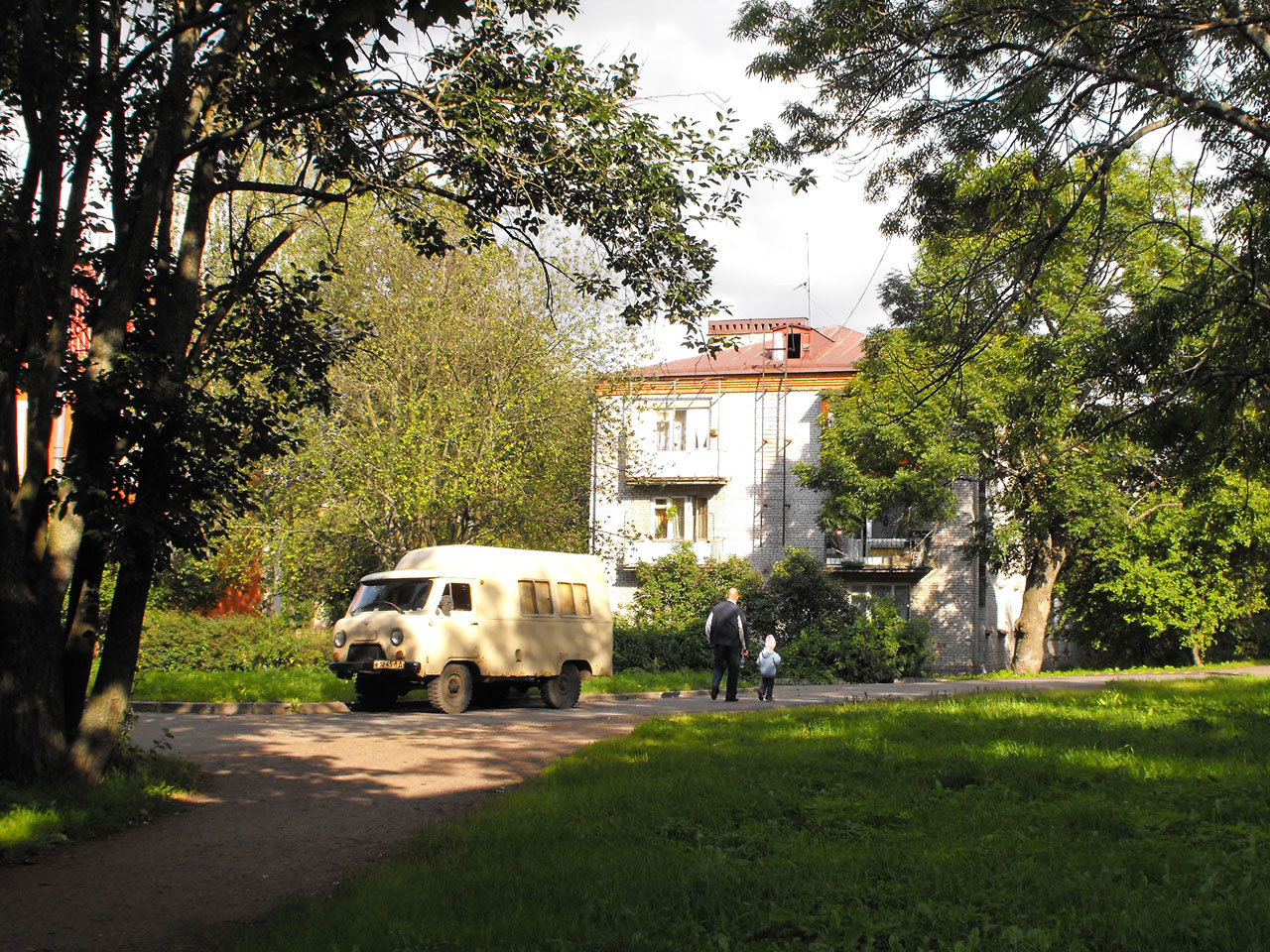
彼得宮城的住宅區

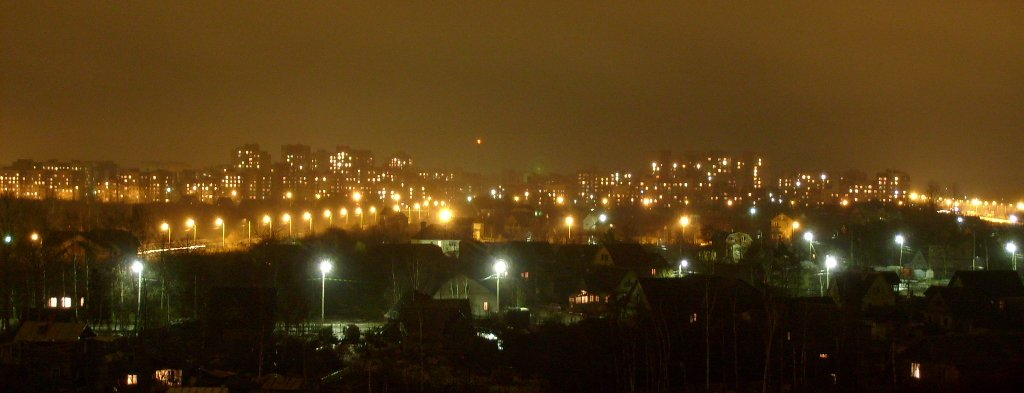
彼得宮城的夜景

彼得宮城（羅馬化：Petergof）是俄羅斯聖彼得堡的彼得宮區下轄的一個城市，在德語中意為「彼得的宮殿」。彼得宮城位於聖彼得堡市中心以西約29km，北臨芬蘭灣。2002年人口64,791人。
以噴泉景觀著名的彼得霍夫宮位於本市。聖彼得堡國立大學兩個校區之一亦位於本市。

## 歷史
1705年奉彼得一世之命建城。1721年建有大理石加工廠，1801年建有寶石精加工廠，1932年建有建築石材廠。之後又建成了鐘錶工廠，以「Rocket」為品牌出貨。
第二次世界大戰中的1944年1月27日，德語的市名Peterhof被改成了Petrodvoréts（俄语：Петродворе́ц），蘇聯解體之後依然如故。直至1997年恢復了原名Peterhof。
由於戰時成爲了前線，城市被毀壞。直至1990年代才結束復興。

## 經濟
現在市內大部份勞動者均為聖彼得堡市內的企業或組織的職工。

## 旅遊觀光
以下兩處均以「聖彼得堡歷史中心及其相關古蹟群」登記成為世界遺産。

### 彼得夏宮及其庭園
彼得夏宮及其噴泉庭園為俄羅斯代表的觀光地之一。奉彼得一世之命，以當時最先進的技術建設而成，可發現凡爾賽宮的影響。

### 歷史地区
彼得宮城市內的新彼得宮城地區留有大量歷史建築物。其代表如下：
- 彼得保羅大教堂 - 1904年竣工的教堂，高60m。從彼得夏宮的「上庭園」入口徒步走5分鐘可到。1935年關閉，1985年至1990年間修復完工。
- 新彼得宮城火車站（俄语：Новый Петергоф (станция)） - 以1857年竣工的房屋為基礎的火車站。

## 科学・教育
聖彼得堡國立大學為中心的科学教育中心內，設有海軍無線技術研究所等。2005年7月23日，被認定為俄羅斯聯邦科学都市中的首位。

## 交通

### 航路
有水翼船在埃爾米塔日博物館附近的碼頭及彼得夏宮「下庭園」的碼頭之間往返。航程35分鐘。僅限於涅瓦河不結冰的時間（約為5月至10月間）運行。因為「下庭園」需要購買門票，所以在此下船之後需要交付門票錢。

### 鐵路
市內有波羅地線（Baltic line）的新彼得宮城火車站、舊彼得宮城火車站、大學站三個火車站。

## 姐妹城市
- 法國勒布朗梅尼勒

## 外部連結
- 彼得宮城政府網站（俄語） （页面存档备份，存于）
- QTVR提供的全景照片 （页面存档备份，存于）
- Wikimapia提供的地圖 （页面存档备份，存于）

59°53′00″N 29°54′00″E / 59.88333°N 29.90000°E